# Henryk Król (fotograf)
Henryk Król (ur. 14 lipca 1949 w Trzciance) – polski artysta fotograf. Członek rzeczywisty Okręgu Wielkopolskiego Związku Polskich Artystów Fotografików. Członek założyciel grupy twórczej Queer 3. Członek założyciel Fotoklubu MC. Wieloletni kurator Ogólnopolskiego Konkursu Fotografii Portret.

## Życiorys
Henryk Król ukończył Państwową Szkołę Architektury w Gorzowie Wielkopolskim i Studium Fotografii oraz Filmu COMUK w Warszawie, związany z wielkopolskim środowiskiem fotograficznym – mieszka w Trzciance. Zawodowo związany z fotografią od początku lat 70. XX wieku – zatrudniony w 1975 jako instruktor fotografii w Trzcianeckim Domu Kultury. Związany z fotografią artystyczną od 1971 roku, kiedy po raz pierwszy wyróżniono jego twórczość. W Trzcianeckim Domu Kultury pracował do 2015 roku – przez 40 lat zajmując się m.in. organizacją wielu konkursów fotograficznych (lokalnych, krajowych, międzynarodowych), plenerów, warsztatów, wystaw fotograficznych. W 1973 był współzałożycielem grupy twórczej Queer 3, działającej na niwie fotografii do 1980. W 1980 współtworzył Fotoklub MC przy Trzcianeckim Domu Kultury. 
Henryk Król jest autorem i współautorem wielu wystaw fotograficznych; autorskich, zbiorowych, poplenerowych oraz pokonkursowych (w Polsce i za granicą), na których został uhonorowany wieloma akceptacjami, medalami, nagrodami, wyróżnieniami,dyplomami, listami gratulacyjnymi. W 1984 został przyjęty w poczet członków rzeczywistych Okręgu Wielkopolskiego Związku Polskich Artystów Fotografików (legitymacja nr 598). Od 1996 był wieloletnim współorganizatorem i kuratorem Ogólnopolskiego Konkursu Fotografii Portret (organizowanego przy współudziale Fotoklubu MC) przez Trzcianecki Dom Kultury. 
W 2012 został odznaczony Srebrnym Medalem „Zasłużony dla Fotografii Polskiej” – odznaczeniem przyznawanym przez Kapitułę Fotoklubu Rzeczypospolitej Polskiej Stowarzyszenia Twórców. W 2015 przeszedł na emeryturę.

## Odznaczenia
- Srebrny Medal „Zasłużony dla Fotografii Polskiej” (2012)[10][11]

## Nagrody (wybór)
- VII Międzynarodowy Konkurs Diaporam w Vac – II nagroda (1972)
- II Biennale Młodych w Gliwicach – II nagroda Ministerstwa Kultury i Sztuki (1974)
- Konkurs Fotograficzny Wielkopolska w XXX-leciu PRL w Poznaniu – Złoty Medal (1974)
- XI Biennale Fotografii Przyrodniczej w Poznaniu – Złoty Medal (1974)
- Ogólnopolski Konkurs Fotograficzny Człowiek w Obiektywie w Zielonej Górze – I nagroda (1975)
- IX Konfrontacje Fotograficzne w Gorzowie Wielkopolskim – I nagroda (1978)
- Międzynarodowy Konkurs Foto-Expo w Poznaniu – Medal Okręgu Wielkopolskiego ZPAF (1981)
- Międzynarodowy Konkurs Fotograficzny w Adelajdzie – wyróżnienie (1984)
- Ogólnopolski Konkurs Fotografii Wielkopolska 2005 w Poznaniu – I nagroda (2005)
- Ogólnopolski Konkurs Fotografii W obiektywie w Kaliszu – I nagroda (2006)

Źródło

## Publikacje
- Fotografia w Wielkopolsce – Henryk Król wybór dokumentów 1974–2015[12]